# Джал (Чуйская область)
Джал (кирг. Жал) — село в Сокулукском районе Чуйской области Кыргызстана. Административный центр Орокского аильного округа. Код СОАТЕ — 41708 222 856 01 0.

## География
Село расположено в центральной части области, к югу от Большого Чуйского канала, юго-западнее Бишкека. Абсолютная высота — 1020 метров над уровнем моря.

## Население
| год     | 2009 | 2014 | 2015 |
| ------- | ---- | ---- | ---- |
| человек | 2310 | 2525 | 2471 |